# 小RNA

miRNA与目標mRNA結合以達成RNA干擾

小RNA（small RNA，簡稱sRNA）泛指长度小于200个核苷酸（nt）的RNA分子，多為非编码RNA（ncRNA）。真核生物中此類RNA經常可與Ago等蛋白結合以進行RNA干擾，抑制其他基因mRNA的表現。小RNA的種類包括微小RNA（miRNA）、小干扰RNA（siRNA，包含tasiRNA）、piwi作用RNA（piRNA，包含rasiRNA）、小核RNA（snRNA）、小核仁RNA（snoRNA）、小卡哈氏體RNA（scaRNA）、tsRNA（衍生自tRNA的小RNA）和srRNA（衍生自rRNA的小RNA）等。現有miRNA定序等次世代定序技術專門用來偵測細胞中的小RNA。許多小RNA與數種癌症等疾病有關。
細菌也具有許多小RNA（細菌小RNA），可與其他RNA或蛋白質結合，有調控基因表現，代謝、感染毒力、對環境反應與影響細胞結構等諸多功能。